# Anatoli Liadov
 (juillet 2023).
Si vous disposez d'ouvrages ou d'articles de référence ou si vous connaissez des sites web de qualité traitant du thème abordé ici, merci de compléter l'article en donnant les références utiles à sa vérifiabilité et en les liant à la section « Notes et références ».
Anatoli Constantinovitch Liadov (en russe : Анатолий Константинович Лядов) est un compositeur et chef d'orchestre russe, né à Saint-Pétersbourg le 11 mai 1855 et mort à Polinovka le 28 août 1914.

## Famille
- son grand-père du côté de son père, Nicolas Liadov, était un chef d'orchestre de la Société philharmonique de Saint-Pétersbourg
- son père Constantin Liadov, chef d'orchestre de l'opéra impérial du théâtre Mariinsky
- sa mère V. Antipova, pianiste
- sa sœur Valentina K. Liadova, actrice dramatique
- le premier mari de sa sœur Mikhaïl Sariotti, célèbre chanteur d'opéra russe; le second est le musicien Ivan Pоmazansiy
- son oncle Alexandre Liadov (1818-1871), chef de l'orchestre de la salle de bal impériale
- sa cousine Vera Liadova, célèbre actrice et chanteuse russe dans les opérettes
- le mari de sa cousine Lev Ivanov, célèbre chorégraphe russe

## Biographie
Fils du chef d’orchestre du théâtre Mariinsky, Constantin Liadov (1820-1871), il reçoit ses premières leçons de musique à l’âge de cinq ans. En 1870, il entre au conservatoire de Saint-Pétersbourg comme pianiste et violoniste et s’intéresse beaucoup à la théorie musicale. Ses premiers essais de compositions sont bien appréciés par Modeste Moussorgski, Liadov devient élève de Nikolaï Rimski-Korsakov. En 1876, Liadov est expulsé du conservatoire pour son absentéisme. Deux ans plus tard, rétabli au conservatoire, il passe les examens et en devient professeur. On compte parmi ses élèves Nikolaï Miaskovski, Boris Assafiev, Sergueï Prokofiev, Vladimir Chtcherbatchev, Mikhaïl Gnessine et d’autres. Dans les années 1870, il est en relation avec le Groupe des Cinq, plus tard il se tourne vers le Cercle Belaïev.
Liadov possédait un grand talent en composition, mais à cause de son manque d’assurance, il ne concrétisa jamais ses promesses. Son œuvre ne comporte que de petites compositions. De même que Nikolaï Rimski-Korsakov, Liadov s’inspire souvent de sujets fantastiques empruntés aux contes russes. C’est le cas de ses œuvres pour orchestre les plus connues: Baba Yaga, Le Lac enchanté, Kikimora. Ses pièces pour piano ont eu aussi un certain succès, particulièrement la Tabatière à musique, une valse burlesque imitant les sons d’un instrument mécanique. Une autre source d’inspiration pour sa musique est l’art vocal folklorique de son pays. En collaboration avec Mili Balakirev et Sergueï Liapounov, il recueille et publie de nombreux chants populaires russes.
Une anecdote raconte que Serge Diaghilev, espérant avoir une musique grotesque et fantastique d'une couleur russe, passa sa commande pour L'Oiseau de feu à Liadov, mais, à cause de la paresse et du manque de concentration du compositeur, Serge Diaghilev se tourna plutôt vers Igor Stravinsky. Il est à noter que les œuvres orchestrales de jeunesse de Stravinsky (le Scherzo fantastique et Feu d'artifice) portent quelque influence de Liadov.
Liadov mena aussi une carrière de chef d’orchestre, principalement dans le répertoire russe. En 1902, il crée la Deuxième symphonie d’Alexandre Scriabine.

## Œuvre
Anatoli Liadov laisse 100 œuvres, dont :

### Orchestre
- Balade de l'Ancien temps (1890)
- Baba Yaga (1904)
- Le Lac enchanté, poème symphonique op. 62 (1909)
- Kikimora, poème symphonique op. 63 (1909)
- De l'Apocalypse (1912)
- Nenie (1914)

### Musique de chambre
- Quatuor à cordes sur le nom B-la-f (1886)

### Piano
Études, préludes, mazurkas, bagatelles, etc.
- Variations sur un thème de Glinka, opus 35
- Prélude en ré mineur, opus 40
- Variations pour piano en La bémol mineur sur un thème populaire polonais, Op.51